# Eleccions municipals de València de 1976
Les eleccions municipals de València de 1976 van ser les darreres eleccions municipals de la ciutat sota l'administració del règim franquista. També van ser les primeres en tot el règim per a triar l'alcalde i no la corporació, tot i que van ser els mateixos 24 regidors de la corporació, elegits entre 1971 i 1973, qui elegirien l'alcalde d'entre els candidats presentats. Es van celebrar el 25 de gener de 1976 i el guanyador va ser en Miquel Ramon i Izquierdo, candidat oficialista.

## Antecedents
Quan l'aleshores ministre de governació, Manuel Fraga Iribarne convocà eleccions municipals perquè el consistori (eixit de les eleccions municipals de 1971 i 1973) triarà alcalde, l'aleshores alcalde Miquel Ramon Izquierdo va decidir presentar-se a la reelecció. Antonio Soto Bisquert, llavors Primer Tinent d'Alcalde de València, va ser nomenat Alcalde.

## Candidats
- Miquel Ramon Izquierdo: Candidat oficialista del Movimiento Nacional. Va ser alcalde de 1973 a 1976.
- Serafín Ríos Mingarro: Candidat independent de l'oposició democràtica amb el suport de la Junta Democràtica del País Valencià. Ríos Mingarro era militant aleshores d'Unió Democràtica del País Valencià, d'inspiració valencianista i democristiana.[2]
- Daniel González Tregon: Candidat independent d'orientació conservadora. Va anar com a cap de llista en les llistes de la "Candidatura Independent", que només es va presentar a la demarcació de València a les eleccions generals espanyoles de 1977.

## Campanya
Durant la campanya electoral, que durà onze dies, l'actitud dels candidats va ser diversa. Miquel Ramón Izquierdo es reuní a porta tancada amb els seus regidors i remeté una carta a la premsa amb el títol de "Carta al poble valencià" en la qual indicà que després de 849 dies de mandat per designació ministerial es presentava a la reelecció per a un mandat "presumiblement curt" i que ho feia perquè creia que complia amb el seu deure de fer temps per a que la corporació eixida de les anteriors eleccions poguera desenvolupar les seues tasques; també deia que el seu programa es podia resumir en tres paraules: "Servir a València".
Daniel González Tregón va presentar una campanya ambigua acudint a reunions a l'ajuntament amb els regidors de la corporació però també a col·loquis universitaris o actes d'associacions de barri; tot i això, no oferia un programa coherent, ja que tot el món sabia els resultats de les eleccions i que s'hi presentava per pur plaer i distracció.
Serafín Ríos Mingarro comptà amb el suport de certes associacions de veïns de barri i a la Junta Democràtica del País Valencià. La seua campanya electoral va ser de les més actives, ja que publicitava l'activitat de les associacions de veïns i reclamava municipis més democràtics. Va rebre atacs de la ultradreta, quan a Las Provincias va aparéixer una carta on era desprestigiat per uns suposats casos d'especulació urbanistica. L'acte més important de la campanya va ser un berenar que, per a reclamar la democratització municipal i l'ús verd del riu, se celebrà a l'antiga riera del Túria amb detalls d'acampada i aplec. Tot i que la premsa de l'època no escrigué tot el que passà, la concentració de més d'un miler de persones suposà una festa ciutadana en la qual es va reclamar la llibertat, l'amnistia i l'estatut d'autonomia, en un ambient de diversió i reivindicació.

## Resultats

### Vot d'investidura
| Investidura |                          |                       |                       |
| Data        | Data                     | 25 de gener de 1976   | 25 de gener de 1976   |
| Majoria     | Majoria                  | El candidat més votat | El candidat més votat |
|             | Miquel Ramón i Izquierdo | 20 / 24               | 1                     |
|             | Serafín Ríos Mingarro    | 2 / 24                | N                     |
|             | Daniel González Tregón   | 1 / 24                | N                     |
|             | En blanc                 | 1 / 24                | 1 / 24                |
|             | Absents                  | 0 / 24                | 0 / 24                |
| Fonts:      |                          |                       |                       |